# Loricaster cribripennis
Loricaster cribripennis là một loài bọ cánh cứng trong họ Clambidae. Loài này được Reitter miêu tả khoa học đầu tiên năm 1904.